# Simone Signoret

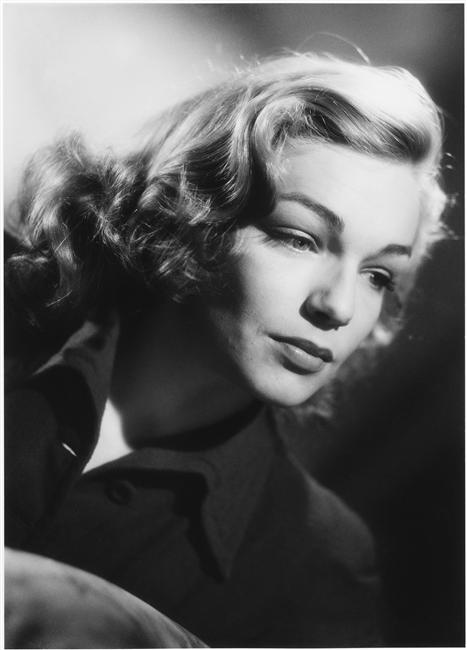
Simone Signoret (1947)

Simone Henriette Charlotte Signoret, geb. Kaminker (* 25. März 1921 in Wiesbaden; † 30. September 1985 in Auteuil-Authouillet), war eine französische Schauspielerin und Schriftstellerin. Signoret galt als eine der führenden Charakterdarstellerinnen ihrer Generation und trat in Theater, Film und Fernsehen international in Erscheinung. Für die weibliche Hauptrolle in dem britischen Spielfilm Der Weg nach oben (1958) wurde sie unter anderem mit einem Oscar ausgezeichnet.

## Leben

### Herkunft und Jugend
Simone Kaminker war die Tochter des Übersetzers André Kaminker (1888–1961), der in seinen späteren Lebensjahren Chefdolmetscher bei den Vereinten Nationen war. Als sie in Wiesbaden geboren wurde, war ihr Vater dort als Offizier der französischen Besatzungstruppen nach dem Ersten Weltkrieg stationiert. Ihr Vater war polnisch-jüdischer Herkunft, ihre katholische Mutter, Georgette Signoret (1896–1984), stammte aus der Provence. 1923 kehrte die Familie nach Paris zurück. Simone hatte zwei jüngere Brüder, Alain und Jean-Pierre. In ihrer Jugendzeit lebte sie auch in der Bretagne. Nach dem Baccalauréat wollte sie zunächst Jura studieren.
Nach Ausbruch des Zweiten Weltkriegs (1940) floh ihr Vater nach London und schloss sich dort den freien französischen Streitkräften (Forces françaises libres) an. 1941 gab sich Simone Kaminker den Geburtsnamen ihrer Mutter, Signoret, um ihre jüdische Herkunft zu verschleiern und der Judenverfolgung der deutschen Besatzer zu entgehen.
Nach ihrem Schulabschluss gab sie auf Empfehlung ihres ehemaligen Lehrers an einer höheren Schule Nachhilfeunterricht in Latein und Englisch. Durch Vermittlung der Mutter ihrer früheren Mitschülerin Corinne Luchaire erhielt sie eine Anstellung im Sekretariat von Jean Luchaire, der im November 1940 die Zeitung Les Nouveaux Temps („Die neuen Zeiten“) gegründet hatte und mit dem Vichy-Regime eng zusammenarbeitete. Mit Gelegenheitsarbeiten, auch als Komparsin beim Film, brachte Signoret ihre Mutter und ihre Brüder allein durch den Krieg.

### Schauspielkarriere
Nachdem sie bereits als Komparsin gearbeitet hatte, erhielt Signoret im Jahr 1941 ihre erste Filmrolle und heiratete 1943 den Regisseur Yves Allégret, einen früheren Sekretär des russischen Revolutionärs Leo Trotzki. Mit Allégret hatte sie eine Tochter, Catherine Allégret, die 1946 geboren wurde. Unter der Regie Allégrets drehte sie 1946 auch ihren ersten erfolgreichen Film, das Kriegsdrama Les démons de l'aube. 1947 folgte ihre erste Hauptrolle in einem Film noir, Die Schenke zum Vollmond, wieder unter der Regie ihres Ehemanns. Nach dem Zweiten Weltkrieg kam Signoret im Pariser Café de Flore mit bekannten Künstlern und Intellektuellen, darunter Simone de Beauvoir und Jean-Paul Sartre, Alberto Giacometti, Jacques Prévert und Boris Vian, in Kontakt. 1950 ließ sie sich von Allégret scheiden und heiratete 1951 den Chansonnier und Filmschauspieler Yves Montand, mit dem sie bis zu ihrem Lebensende zusammenblieb.
Im Laufe ihrer Karriere übernahm Simone Signoret Rollen in über 70 Film- und Fernsehproduktionen. International sorgte sie erstmals in der Rolle einer Dirne in Max Ophüls preisgekröntem Liebesfilm Der Reigen (1950) für Aufsehen. Ein Jahr später war sie die titelgebende Figur, das Freudenmädchen Goldhelm, in Jacques Beckers gleichnamigem Film, der ihr den ersten von insgesamt drei British Academy Film Awards einbrachte. Ebenfalls honoriert wurden ihre Auftritte in Henri-Georges Clouzots Kriminalfilm Die Teuflischen (1955) und der Theateradaption Die Hexen von Salem (1957). Die Rollen der Elisabeth und des John Proctor in Letzterem hatten Signoret und Montand bereits erfolgreich auf der Bühne gespielt.
Das Filmdrama Der Weg nach oben brachte ihr 1959 den Darstellerpreis der Filmfestspiele von Cannes und 1960 den Oscar als beste Hauptdarstellerin ein, genau 25 Jahre später, nachdem Claudette Colbert als erste Französin mit dem gleichen Academy Award ausgezeichnet wurde. In dem sozialkritischen Film von Jack Clayton übernahm sie den Part der unglücklich verheirateten Theaterschauspielerin Alice Aisgill, die sich in einen ehrgeizigen jungen Angestellten (dargestellt von Laurence Harvey) verliebt und tragisch endet. Eine weitere Oscar-Nominierung erhielt Signoret für die Darstellung einer drogenabhängigen spanischen Aristokratin in Stanley Kramers Drama Das Narrenschiff (1965). Im selben Jahr gewann sie einen Primetime Emmy für den Fernsehfilm A Small Rebellion (1966) und trat in einer Inszenierung von Macbeth am Londoner Royal Court Theatre an der Seite von Alec Guinness auf.
Ab den späten 1960er Jahren übernahm Simone Signoret Altersrollen in zahlreichen französischen Produktionen, darunter mehrere Hauptrollen, und galt als große alte Dame des anspruchsvollen französischen Films und als eine der populärsten Schauspielerinnen ihres Landes. Einige Rollen wählte sie auch aufgrund ihres ausgeprägten politischen Engagements; so war sie im Jahr 1969 als französische Untergrundkämpferin in Jean-Pierre Melvilles Kriegsepos Armee im Schatten zu sehen und 1970 an der Seite von Yves Montand in Das Geständnis. In Pierre Granier-Deferres Ehedrama Die Katze (1971) stellte sie mit Jean Gabin ein verbittertes altes Ehepaar dar. 1971 und 1973 spielte sie zudem an der Seite von Alain Delon, einem weiteren Leinwandstar dieser Epoche, in Der Sträfling und die Witwe und Die Löwin und ihr Jäger. Beliebt war ihre Darstellung der Titelrolle in der Fernsehserie Madame le juge, die in Deutschland unter dem Titel Die Untersuchungsrichterin gezeigt wurde.
1978 erhielt Signoret einen César für die Titelrolle in Moshé Mizrahis Spielfilm Madame Rosa nach einem Roman von Émile Ajar. Sie verkörperte darin eine ehemalige Prostituierte, die in einem Mietshaus eines Pariser Einwandererviertels einen Kindergarten für den Nachwuchs ihrer jungen Kolleginnen betreibt. Der Film gewann 1978 den Oscar für den besten fremdsprachigen Film. Ein weiteres Mal arbeitete sie mit Mizrahi an dem Drama Chère inconnue (1980). Eine weitere César-Nominierung erhielt Signoret für ihren vorletzten Kinofilm, Stern des Nordens (1982).

### Arbeit als Autorin
Im Jahr 1976 veröffentlichte Signoret unter dem Titel La nostalgie n’est plus ce qu’elle était (deutsche Ausgabe: Ungeteilte Erinnerungen, 1977) ihre Autobiografie. Diese wurde mit einer verkauften Auflage von rund einer Million Exemplaren zum Bestseller und in 16 Sprachen übersetzt. 1979 folgte das autobiografische Buch Le lendemain elle était souriante, das Auskunft darüber gibt, wie ihre Memoiren entstanden. Ein Jahr vor ihrem Tod erschien ihr vielbeachteter Roman Adieu Wolodja, der das Schicksal in Paris lebender jüdischer Emigranten zum Thema hat.

### Politisches Engagement

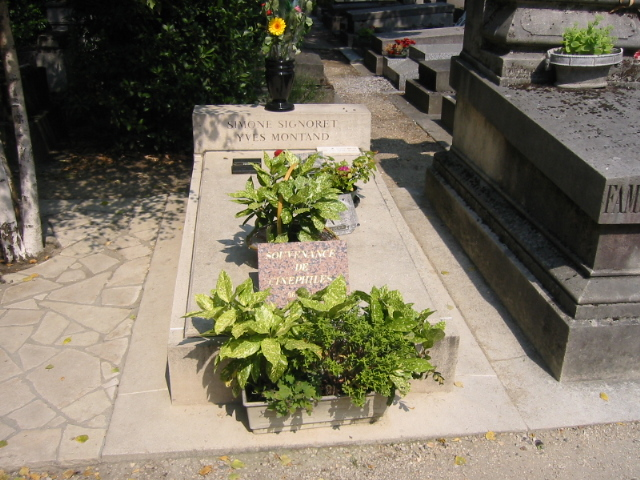
Gemeinschaftsgrab von Simone Signoret und Yves Montand auf dem Père-Lachaise

Bekannt war Signoret auch für ihr politisches Engagement. Bereits 1950 unterschrieb sie zusammen mit Montand den Stockholmer Appell zum Verbot aller Kernwaffen und erhielt daraufhin ein Einreiseverbot für die USA. Sie protestierte öffentlich gegen die Niederschlagung des Ungarischen Volksaufstands durch die Sowjetunion, Frankreichs Algerienkrieg und das Franco-Regime und engagierte sich bei Arbeiterstreiks. 1980 spielte sie in München Theater für die Polit-Aktion Charta 77.

### Tod
Simone Signoret starb im September 1985 im Alter von 64 Jahren an den Folgen eines Krebsleidens. Sie wurde unter großer Anteilnahme der Bevölkerung auf dem Pariser Friedhof Père-Lachaise beigesetzt. An ihrer Seite fand 1991 auch ihr zweiter Ehemann, Yves Montand, seine letzte Ruhe.

## Filmografie (Auswahl)
- 1942: Boléro
- 1942: Die Nacht mit dem Teufel (Les Visiteurs du soir)
- 1942: Der Wohltäter (Le Bienfaiteur)
- 1946: Zur roten Laterne (Macadam)
- 1947: Die Schenke zum Vollmond (Dédée d’Anvers)
- 1947: Fantômas
- 1949: Eine Frau im Sattel (Manèges)
- 1949: Ein Seemann ist kein Schneemann (Swiss Tour)
- 1950: Der Reigen (La Ronde)
- 1950: Unterwelt von Paris (Le Traqué)
- 1951: Goldhelm (Casque d’or)
- 1953: Thérèse Raquin – Du sollst nicht ehebrechen (Thérèse Raquin)
- 1955: Die Teuflischen (Les Diaboliques)
- 1956: Pesthauch des Dschungels (La mort en ce jardin)
- 1957: Die Hexen von Salem (Les Sorcières de Salem)
- 1958: Der Weg nach oben (Room at the top)
- 1960: Adua und ihre Gefährtinnen (Adua e le compagne)
- 1961: Hunger nach Liebe (Les Mauvais coups)
- 1961: Galante Liebesgeschichten (Amours célèbres)
- 1962: Spiel mit dem Schicksal (Term of Trial)
- 1962: Nacht der Erfüllung (Le Jour et l’heure)
- 1963: Bonbons mit Pfeffer (Dragées au poivre)
- 1965: Das Narrenschiff (Ship of fools)
- 1965: Mord im Fahrpreis inbegriffen (Compartiment tueurs)
- 1966: Brennt Paris? (Paris brûle-t-il ?)
- 1966: A Small Rebellion (Fernsehfilm)
- 1966: Anruf für einen Toten (The Deadly Affair)
- 1966: Satanische Spiele (Games)
- 1968: Die Möwe (The Sea Gull)
- 1969: Armee im Schatten (L’Armée des ombres)
- 1970: Das Geständnis (L’Aveu)
- 1971: Der Boß (Comptes à rebours)
- 1971: Die Katze (Le Chat)
- 1971: Der Sträfling und die Witwe (La Veuve Couderc)
- 1973: Die Löwin und ihr Jäger (Les Granges brûlées)
- 1975: Das Fleisch der Orchidee (La Chair de l’orchidée)
- 1976: Police Python 357
- 1977: Madame Rosa (La Vie devant soi)
- 1977: Die Untersuchungsrichterin (Madame le juge) (Fernsehserie)
- 1978: Die letzte Ausgabe (Judith Therpauve)
- 1979: Mädchenjahre (L’Adolescente)
- 1980: Chère inconnue
- 1982: Stern des Nordens (L’Étoile du Nord)

## Auszeichnungen (Auswahl)
- 1953: British Film Academy Award – Goldhelm (Beste ausländische Darstellerin)
- 1956: Étoile de Cristal – Die Teuflischen (Beste Darstellerin)
- 1957: Internationales Filmfestival Karlovy Vary, Darstellerpreis – Die Hexen von Salem (gemeinsam mit Mylène Demongeot und Yves Montand)
- 1958: British Film Academy Award – Die Hexen von Salem (Beste ausländische Darstellerin)
- 1959: Internationales Filmfestival von Cannes, Darstellerpreis – Der Weg nach oben
- 1959: British Film Academy Award – Der Weg nach oben (Beste ausländische Darstellerin)
- 1959: Jussi – Der Weg nach oben (Beste ausländische Darstellerin)
- 1959: National Board of Review Award – Der Weg nach oben (Beste Hauptdarstellerin)
- 1960: Golden-Globe-Nominierung – Der Weg nach oben (Beste Hauptdarstellerin – Drama)
- 1960: Oscar – Der Weg nach oben (Beste Hauptdarstellerin)
- 1966: Golden-Globe-Nominierung – Das Narrenschiff (Beste Hauptdarstellerin – Drama)
- 1966: Oscar-Nominierung – Das Narrenschiff (Beste Hauptdarstellerin)
- 1966: Primetime Emmy Award – Bob Hope Presents the Chrysler Theatre: A Small Rebellion (Beste Hauptdarstellerin – Drama)
- 1971: Internationale Filmfestspiele Berlin, Darstellerpreis – Die Katze (Silberner Bär)
- 1978: César – Madame Rosa (Beste Hauptdarstellerin)
- 1978: David di Donatello – Madame Rosa (Beste ausländische Darstellerin)
- 1983: César-Nominierung – Stern des Nordens (Beste Hauptdarstellerin)

## Schriften
- Simone Signoret: La nostalgie n'est plus ce qu'elle était. 1976; deutsch: Ungeteilte Erinnerungen. Aus dem Französischen von Gerlinde Quenzer und Günter Seib, Kiepenheuer und Witsch, Köln 1997, ISBN 3-462-02593-7.
- Simone Signoret: Adieu Volodia. 1984; deutsch: Adieu Wolodja. Aus dem Französischen von Elisabeth Lutz. Lübbe, Bergisch Gladbach, 1987, ISBN 3-404-10940-6.

## Dokumentarfilm
- Erinnerungen an Simone (OT: Mémoires pour Simone), Dokumentarfilm, Frankreich, 1986, restaurierte Fassung 2013, 62 Min., Buch und Regie: Chris Marker, Produktion: Festival de Cannes, Inhaltsangabe von ARD.
- Filmstar mit Charakter – Simone Signoret (OT: Simone Signoret, figure libre), Dokumentarfilm, Frankreich, 2019, 53 Min., Regie: Michèle Dominici, Produktion: Arte France Ina Quark Productions, Inhaltsangabe von ARD.